# Back for Good (Film)
Back for Good ist eine deutsche Tragikomödie der Regisseurin Mia Spengler aus dem Jahr 2017.

## Handlung
Nach einem Drogenentzug und der Trennung von ihrem Freund und Manager muss B-Promi und Reality-TV-Darstellerin Angie wieder bei ihrer Mutter Monika und ihrer Schwester Kiki einziehen, da sie keiner ihrer sogenannten Freunde bei sich aufnehmen will. Zurück in der Provinz wird Angie immer mehr bewusst, wie groß die Kluft zwischen ihrem Leben und dem ihrer Mutter und ihrer Schwester ist. Alte Konflikte erwachen wieder, da ihre Mutter immer noch herrsch- und kontrollsüchtig ist und ihre Schwester, die zudem mit ihrer Epilepsie zu kämpfen hat, besonders darunter leidet.
Mit Auftritten als DJ hält sich Angie über Wasser und versucht ihre Karriere voranzutreiben, um sich den letzten freien Platz im Dschungelcamp zu sichern. Als ihre Mutter nach einem leichten Schlaganfall längere Zeit im Krankenhaus und in der Reha verbringt, muss Angie Verantwortung für ihre Schwester Kiki übernehmen. In ihrer Rolle als Ersatzmutter erkennt Angie, wie sehr ihre Schwester unter der Kontrolle der Mutter und den Hänseleien ihrer Mitschüler leidet, und Kikis dilettantische Tanzvideos im Internet lassen sie auch ihre eigenen Auftritte in sozialen Netzwerken überdenken. Auch das Zusammentreffen mit Drew hilft Angie, ihre Sicht auf ihr bisheriges Leben in der Öffentlichkeit zu überdenken, auch wenn sie für sein Leben anfangs nur Spott übrig hat. Drew war in den 1990er Jahren Mitglied der sehr erfolgreichen Band „Too cool for school“, lebt heute in Privatinsolvenz, hält sich mit schlechten Gesangseinlagen in Baumärkten vor einem Dutzend gealterter Fans sowie CD-Verkäufen über Wasser und durchsucht die Abfallcontainer von Supermärkten nach unverdorbenen Lebensmitteln.
Nach einem Streit mit ihrer Mutter offenbart Angie ihrer Schwester Kiki, dass Angie nicht ihre deutlich ältere Schwester, sondern ihre leibliche Mutter ist. Nach einem letzten Versuch, in ihr bisheriges Leben zurückzukehren und einen Vertrag für das Dschungelcamp zu erhalten, stürzt Angie auf einem Promi-Event nach einem neuerlichen Konsum von Kokain ab. Als Angie am Morgen danach im Internet ein Video ihrer Tochter Kiki entdeckt, die sich auf einer Feier vor Schulkameraden während eines epileptischen Anfalles am Boden liegend einnässt, beschließt Angie ihr Leben endgültig zu ändern und Verantwortung für ihre Tochter und ihr eigenes Leben zu übernehmen. Sie zieht in eine Wohnung in ihrem Heimatort, nimmt eine Stelle bei ihrer Freundin im Enthaarungsstudio an und nähert sich langsam Kiki und ihrer eigenen Mutter wieder an.

## Veröffentlichung

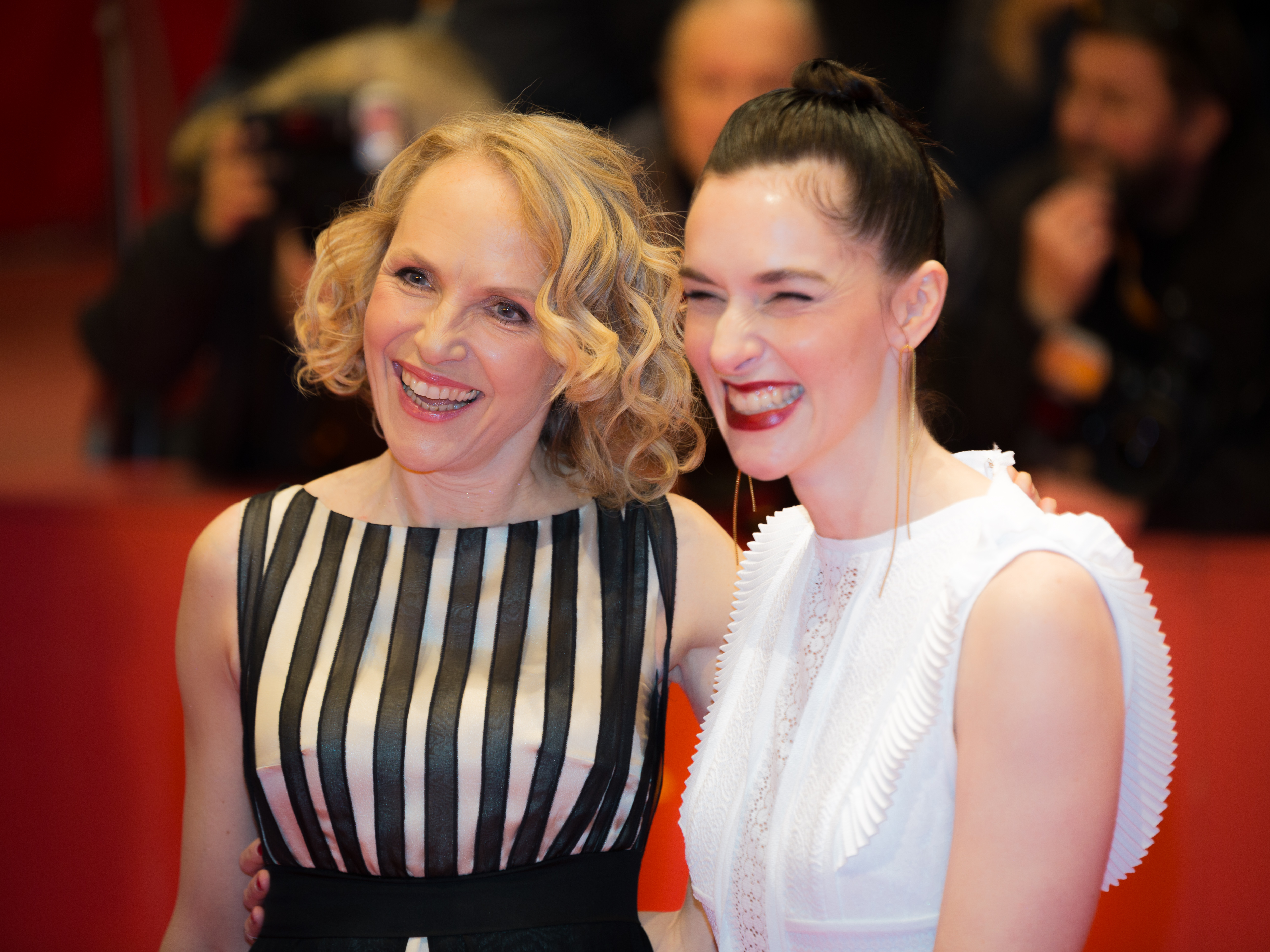
Juliane Köhler und Kim Riedle auf der Berlinale 2017

Der Film wurde auf den Internationalen Filmfestspielen Berlin 2017 als Eröffnungsfilm der Perspektive Deutsches Kino gezeigt. Der Kinostart war am 31. Mai 2018. Die Erstausstrahlung im Fernsehen erfolgte am 6. November 2019 im SWR.

## Auszeichnungen
Back for Good erhielt auf dem Filmkunstfest Mecklenburg-Vorpommern im Jahr 2017 den Nachwuchsförderpreis der DEFA-Stiftung und den Preis der Jury der deutschsprachigen Filmkritik in der FIPRESCI; Kim Riedle als Hauptdarstellerin erhielt den Nachwuchsdarstellerpreis. Außerdem wurde der Film 2017 mit dem Studio Hamburg Nachwuchspreis als Bester Film und auf dem Biberacher Filmfestspielen mit dem Debüt- und dem Schülerbiber sowie 2018 mit dem New Faces Award als bester Debütfilm ausgezeichnet.
Kim Riedle und Juliane Köhler wurden zudem als bester Haupt- bzw. Nebendarsteller für den Deutschen Schauspielpreis 2017 nominiert.